# 万水乡
万水乡，是中华人民共和国湖南省郴州市临武县下辖的一个乡镇级行政单位。

## 行政区划
万水乡下辖以下地区：
李罗村、长坪村、双源村、井头村、愁下村、林里村、山下村、岭贝村、黄祖江村、大汉村、卢市村、谭何村、大城村、上横村、下横村、门头村、儒风村和塘头村。